# Cercanías Saragosse
 (mai 2025).
La mise en forme du texte ne suit pas les recommandations de Wikipédia : il faut le « wikifier ».
Les points d'amélioration suivants sont les cas les plus fréquents. Le détail des points à revoir est peut-être précisé sur la page de discussion.
- Les titres sont pré-formatés par le logiciel. Ils ne sont ni en capitales, ni en gras.
- Le texte ne doit pas être écrit en capitales (les noms de famille non plus), ni en gras, ni en italique, ni en « petit »…
- Le gras n'est utilisé que pour surligner le titre de l'article dans l'introduction, une seule fois.
- L'italique est rarement utilisé : mots en langue étrangère, titres d'œuvres, noms de bateaux, etc.
- Les citations ne sont pas en italique mais en corps de texte normal. Elles sont entourées par des guillemets français : « et ».
- Les listes à puces sont à éviter, des paragraphes rédigés étant largement préférés. Les tableaux sont à réserver à la présentation de données structurées (résultats, etc.).
- Les appels de note de bas de page (petits chiffres en exposant, introduits par l'outil «  Source ») sont à placer entre la fin de phrase et le point final[comme ça].
- Les liens internes (vers d'autres articles de Wikipédia) sont à choisir avec parcimonie. Créez des liens vers des articles approfondissant le sujet. Les termes génériques sans rapport avec le sujet sont à éviter, ainsi que les répétitions de liens vers un même terme.
- Les liens externes sont à placer uniquement dans une section « Liens externes », à la fin de l'article. Ces liens sont à choisir avec parcimonie suivant les règles définies. Si un lien sert de source à l'article, son insertion dans le texte est à faire par les notes de bas de page.
- La présentation des références doit suivre les conventions bibliographiques. Il est recommandé d'utiliser les modèles {{Ouvrage}}, {{Chapitre}}, {{Article}}, {{Lien web}} et/ou {{Bibliographie}}. Le mode d'édition visuel peut mettre en forme automatiquement les références.
- Insérer une infobox (cadre d'informations à droite) n'est pas obligatoire pour parachever la mise en page.

Pour une aide détaillée, merci de consulter Aide:Wikification.
Si vous pensez que ces points ont été résolus, vous pouvez retirer ce bandeau et améliorer la mise en forme d'un autre article.
Le réseau de Cercanías de Saragosse est un service de trains de banlieue qui dessert la ville de Saragosse et son agglomération , exploité par Renfe Cercanias, de la marque Renfe. Les gares desservies, pourtant, appartiennent à Adif. Il est composé par une seule ligne, la C-1. Elle a été inaugurée le 11 juin 2008 avec à l'occasion de l'Exposition Internationale de Saragosse 2008.
Le réseau emprunte des tronçons des lignes ferroviaires Casetas-Bilbao, Madrid-Barcelone et Barcelone-Manresa-Saragosse. Le tracé et fonctionnement du réseau de Cercanias forme, avec les lignes de bus et de Tramway de Saragosse, le réseau de transport public de la ville.

## Histoire

Carte du réseau

Le réseau de train de banlieue de Saragosse est un projet de la Députation Provinciale de Saragosse et du Gouvernement d'Aragon pour assurer le transport ferroviaire dans l'agglomération de Saragosse.
À l'origine deux lignes ont été imaginées:
- C-1: Pedrola ↔ Cartuja
- C−2: María de Huerva ↔ Zuera

Le 11 juin 2008, trois jours avant l'Exposition Internationale de Saragosse 2008, la première ligne "C1" a été inauguré entre les gares de Casetas et Miraflores.
Le 3 avril 2012 s'est inauguré la gare de Zaragoza-Goya, une gare intermédiaire construite au dessus de la ligne ferroviaire existante
la deuxième ligne, C−2 , n'a pas encore de date d'ouverture définie.

## Réseau actuel
Le réseau se compose les suivantes lignes:
| Ligne | Parcours                       | Inauguration    | Longueur                 | Fréquence | Gares          |
| ----- | ------------------------------ | --------------- | ------------------------ | --------- | -------------- |
| C-1   | Casetas ↔ Saragosse-Miraflores | 11 juin de 2008 | 16,6 km (38,2 km prévus) | 30-60'    | 6 (12 Prévues) |

## Opération

### Horaire
Les horaires de fonctionnement des trains de banlieue de Saragosse varient selon les plages horaires. En fonction de cela, la fréquence de passage par sens est de 30 ou 60 minutes. Cependant, depuis l'ouverture de la gare Zaragoza-Goya, les trains régionaux se sont incorporés à l'offre du réseau de banlieue, ce qui  permet de monter dans un de ces trains avec le billet de Cercanías, à condition que le trajet se fasse dans les limites du parcours de la ligne C−1, ce qui permet d'améliorer les fréquences.
Le premier train sort à 06:10 depuis la gare de Saragosse-Delicias vers Saragosse-Miraflores et le dernier part de la gare Saragosse-Miraflores à 22:49 et fini sa journée en gare de Saragosse-Delicias à 23:00
ici apparaît un tableau détaillé avec les horaires:
| (C-1) direction Casetas | (C-1) direction Casetas | (C-2) direction Miraflores | (C-2) direction Miraflores |
| Départ de Miraflores    | Arrivé Casetas          | Départ de Casetas          | Arrivé a Miraflores        |
| ----------------------- | ----------------------- | -------------------------- | -------------------------- |
| 06:10                   | 06:36                   |                            |                            |
| 06:57                   | 07:21                   | 06:10*                     | 06:21                      |
| 07:30                   | 07:52                   | 07:03                      | 07:25                      |
| 08:31                   | 08:52                   | 08:01                      | 08:25                      |
| 08:42                   | 09:09                   | 09:03                      | 09:27                      |
| 09:41                   | 10:02                   | 09:45                      | 10:05                      |
| 10:39                   | 11:01                   | 10:10                      | 10:32                      |
| 11:41                   | 12:01                   | 11:12                      | 11:19                      |
| 12:39                   | 13:01                   | 12:08                      | 12:29                      |
| 13:00                   | 13:19                   | 13:10                      | 13:32                      |
| 14:18                   | 14:45                   | 14:07                      | 14:29                      |
| 14:39                   | 15:01                   | 15:10                      | 15:32                      |
| 15:41                   | 16:05                   | 16:01                      | 16:20                      |
| 16:09                   | 16:31                   | 16:12                      | 16:34                      |
| 16:47                   | 17:09                   | 17:19                      | 17:43                      |
| 17:32                   | 17:52                   | 18:15                      | 18:37                      |
| 18:42                   | 19:04                   | 18:40                      | 19:00                      |
| 19:12                   | 19:34                   | 19:09                      | 19:31                      |
| 20:25                   | 20:45                   | 20:22                      | 20:46                      |
| 21:00                   | 21:19                   | 21:12                      | 21:34                      |
| 22:02                   | 22:24                   | 22:23                      | 22:44                      |
| 22:49                   | 23:00*                  |                            |                            |

Les services marqués avec un * indique dans le cas de 06:10, que le départ se fait depuis la gare de Delicias, et dans le cas de 23:00 que la fin du service s'y effectue

### Information au voyageur
Tous les trains sont indiquées par annonces en station , des panneaux lumineux ou écrans dans les gares par lesquels passent les trains. Ils indiquent également l'heure et la température extérieure. Les trains disposent aussi de signaux lumineux et sonores pour indiquer la fermeture des portes

### Billets

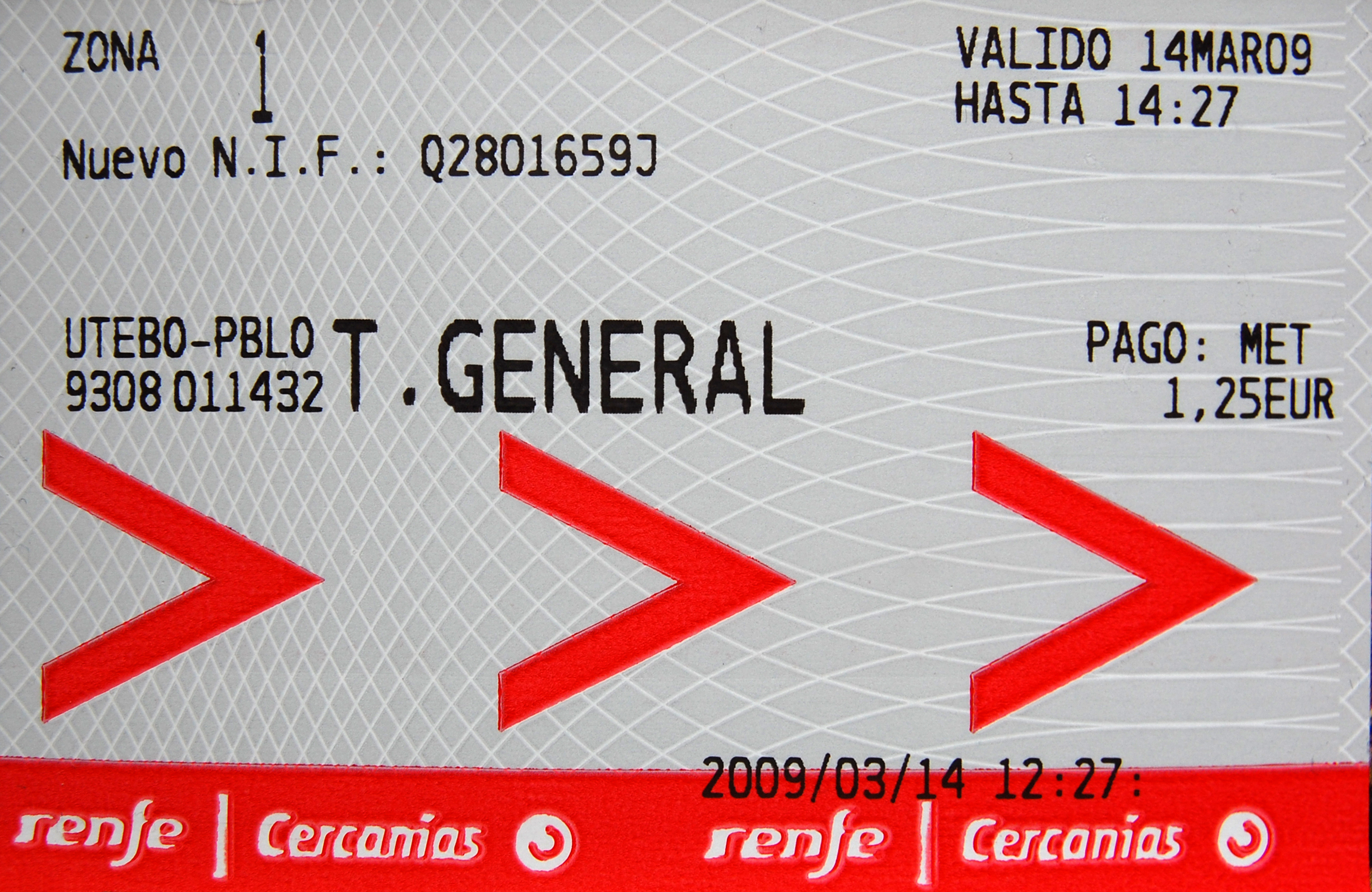
Billet simple de Cercanias de Saragosse depuis la gare de Utebo

Il n’existe qu’une seule zone, donc aucune tarification zonale n’est appliquée. Il existe cependant plusieurs types de billets valables pour les trains de Cercanías,.
| Billet                      | Description                                                                         | Prix    |
| --------------------------- | ----------------------------------------------------------------------------------- | ------- |
| Billet simple               | Billet valable pour un seul voyage                                                  | 1,80 €  |
| Bonotren                    | 10 voyages pour utiliser dans un mois                                               | 9,65 €  |
| Payement Mensuel            | 2 voyages à jour pendant un mois                                                    | 42,70 € |
| Payement Illimité           | Voyages illimités pendant un mois                                                   | 47,85 € |
| Combinées Proximités        | Avec billet De trains à grande vitesse ou Longue Distance, le billet simple gratuit | 0 €     |
| Carte Interbús / Carte Lien | Billet simple qui permet correspondance avec bus et tramway                         | 1,80 €  |

#### Rabais
| Rabais            | Description                                                     | Prix    |
| ----------------- | --------------------------------------------------------------- | ------- |
| Enfants           | Plus de deux enfants par adulte                                 | 0 €     |
| Groupes           | Même destination et origine pour 10 ou plus personnes           | -40%    |
| Carte Dorée       | Majeurs de 60 ans, retraités ou handicapés                      | -45%    |
| Famille Nombreuse | valables uniquement pour les billets simples, avec justificatif | -20-50% |

## Fréquentation
En 2012, la fréquentation du Cercanías de Saragosse a augmenté de 44 % par rapport à 2011 grâce à l'ouverture de la gare Saragosse-Goya, où une connexion avec le tramway est possible. Cette année 343.000 voyageurs ont emprunté la ligne
en 2014, l'usage du train à diminué de 18% par rapport à l'année précédente (64.000 voyageurs moins). En excepté la gare de Goya toutes les autres ont souffert d'une diminution de fréquentation.
| Année | nombre de Passagers |
| ----- | ------------------- |
| 2008  | 226 000             |
| 2009  | 281 000             |
| 2010  | 252 000             |
| 2011  | 238 000             |
| 2012  | 304 000             |
| 2013  | 303 000             |
| 2014  | 292 101             |
| 2015  | 307 440             |
| 2016  | 304 863             |
| 2017  | 294 000             |
| 2018  | 275 257             |
| 2019  | 281 049             |
| 2020  |                     |
| 2021  |                     |
| 2022  | 271 000             |
| 2023  | 424 500             |

## Projets

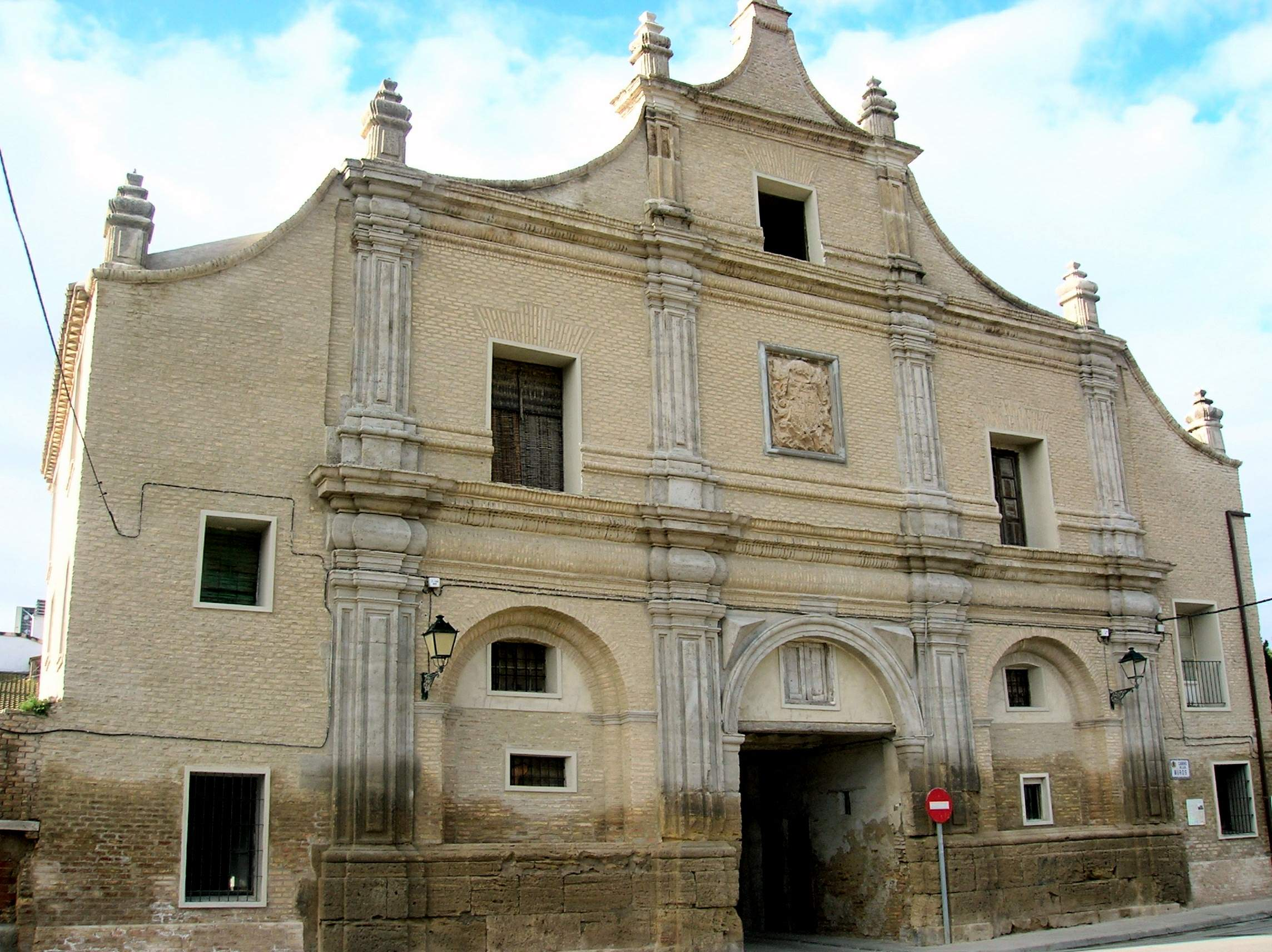
Cartuja Basse, localité à celle que s'étendra la ligne C-1

### Agrandissement à La Cartuja
Après l'inauguration de la ligne, un projet d'extension de la ligne à l'est jusqu'à La Cartuja fut imaginé mais jamais réalisé. Les faibles résultat de la ligne avec à peine 9% d'occupation ont suscité à la fois des critiques en raison du gaspillage potentiel que représentent les investissements dans la ligne, et des demandes d’extension vers l’est et l’ouest afin d’augmenter le nombre d’usagers,.

### Ligne C−2
Le Plan Intermodal de Transports prévoyait en plus, dans le cas où la demande le fît nécessaire, continuer les agrandissements et ajouter une deuxième ligne, en prévoyant dans l'horizon 2015 deux lignes: Pedrola-Délices-Cogullada et Zuera-María de Huerva pour 2013, mais avec la Crise économique nationale et les pauvres résultats d'usage de la première ligne, les projets d'une deuxième ligne ont été abandonnés en 2015. l'Orientations métropolitaines de mobilité de Saragosse engageaient des action concernant uniquement des actions en concernant la ligne originale et les lignes régionales de Renfe.

### Extension vers une plate-forme logistique
En 2012 il s'est imaginé un agrandissement du réseau de proximité à la Plate-forme logistique de Saragosse (PLAZA), sans beaucoup de succès faute de financement. La gare de PLAZA triplerait l'usage de proximités en incrémentant jusqu'à en 3000 voyageur/jour la situation actuelle.

## Flotte
| Série     | Modèle      | Ligne | Horaires     | État          |
| --------- | ----------- | ----- | ------------ | ------------- |
| civia 463 | 1600 - 1900 | C1    | Tout le jour | Il fonctionne |
| civia 464 | 5001 - 3004 | C1    | Par le matin | Il fonctionne |